# مانوشي تشولار
مانوشي تشولار (من مواليد 14 مايو 1997) عارضة أزياء هندية وحاملة لقب ملكة جمال المتوجة بمسابقة ملكة جمال العالم 2017. مانوشي هي سادسة هندية تفوز بمسابقة ملكة جمال العالم، والأول منذ آخر ملكة جمال تتوج باللقب بريانكا شوبرا ملكة جمال العالم 2000.

## نشأتها والتعليم
ولدت تشيلار في 14 مايو 1997 في روهتاك في عائلة هاريانفي، على الرغم من أن منزل أجدادها يقع في قرية بامنولي في منطقة ججار، اكمل والدها ميترا باسو تشيلار مراحله التعليمية وأصبح طبيب وعالم في منظمة البحث والتطوير، والدتها نيلام تشيلار هي أيضًا طبيبة ورئيسة قسم الكيمياء العصبية في معهد السلوك البشري والعلوم المرتبطة به.
درست تشيلار في مدرسة سانت توماس، نيودلهي وحصلت على المركز الأول في المجلس المركزي للتعليم الثانوي في الهند في مادة اللغة الإنجليزية في الفصل 12، وسجلت 96 بالمائة في مجالسها. لقد اجتازت الاختبار الطبي الأولي لعموم الهند في محاولتها الأولى. كانت تسعى للحصول على شهادة الطب في كلية الطب بهجت فول سينغ في سونيبات.

## روابط خارجية
- مانوشي تشولار على موقع IMDb (الإنجليزية)
- مانوشي تشولار على موقع قاعدة بيانات الفيلم (الإنجليزية)